# Massenzio
Marco Aurelio Valerio Massenzio (in latino Marcus Aurelius Valerius Maxentius; 278 – Roma, 28 ottobre 312) è stato un imperatore romano autoproclamato, che governò l'Italia e l'Africa tra il 306 e il 312; ebbe il riconoscimento del Senato romano, ma non quello degli augusti Galerio e Severo (da lui fatto uccidere), che riconosceranno invece Costantino, motivo per cui alcuni storici lo considerano in realtà un usurpatore.
Figlio dell'imperatore Massimiano, coregnante di Diocleziano, e di Eutropia. Secondo la volontà di Diocleziano e Massimiano, Costantino e Massenzio, figli rispettivamente di Costanzo Cloro e Massimiano stesso, avrebbero dovuto subentrare come cesari di Costanzo e Galerio, ma questi ultimi non li scelsero, optando per Severo e Massimino. Massenzio e Costantino presero così il potere con la forza dei loro sostenitori, anche se il secondo riuscirà da subito ad ottenere l'investitura dall'augustus senior Galerio, mentre il primo fu sempre considerato da quest'ultimo solo un usurpatore. Governò, inizialmente, dapprima con il titolo di princeps invictus e poi come augusto autoproclamato, assieme al padre Massimiano, che tuttavia nell'aprile del 308 fu estromesso dal potere e costretto a riparare presso il genero Costantino, dal quale fu ucciso nel 312 per avere tramato contro la sua persona.
Massenzio cercò di abbellire, restaurare e migliorare Roma, realizzando importanti opere edilizie, tra cui il tempio del Divo Romolo (dedicato al figlio defunto) e la basilica di Massenzio (ultima grande basilica civile, completata da Costantino), entrambi presso il Foro Romano, il complesso della villa di Massenzio sulla via Appia, e altre ancora. Massenzio morì nella battaglia di Ponte Milvio contro le truppe di Costantino.

## Biografia

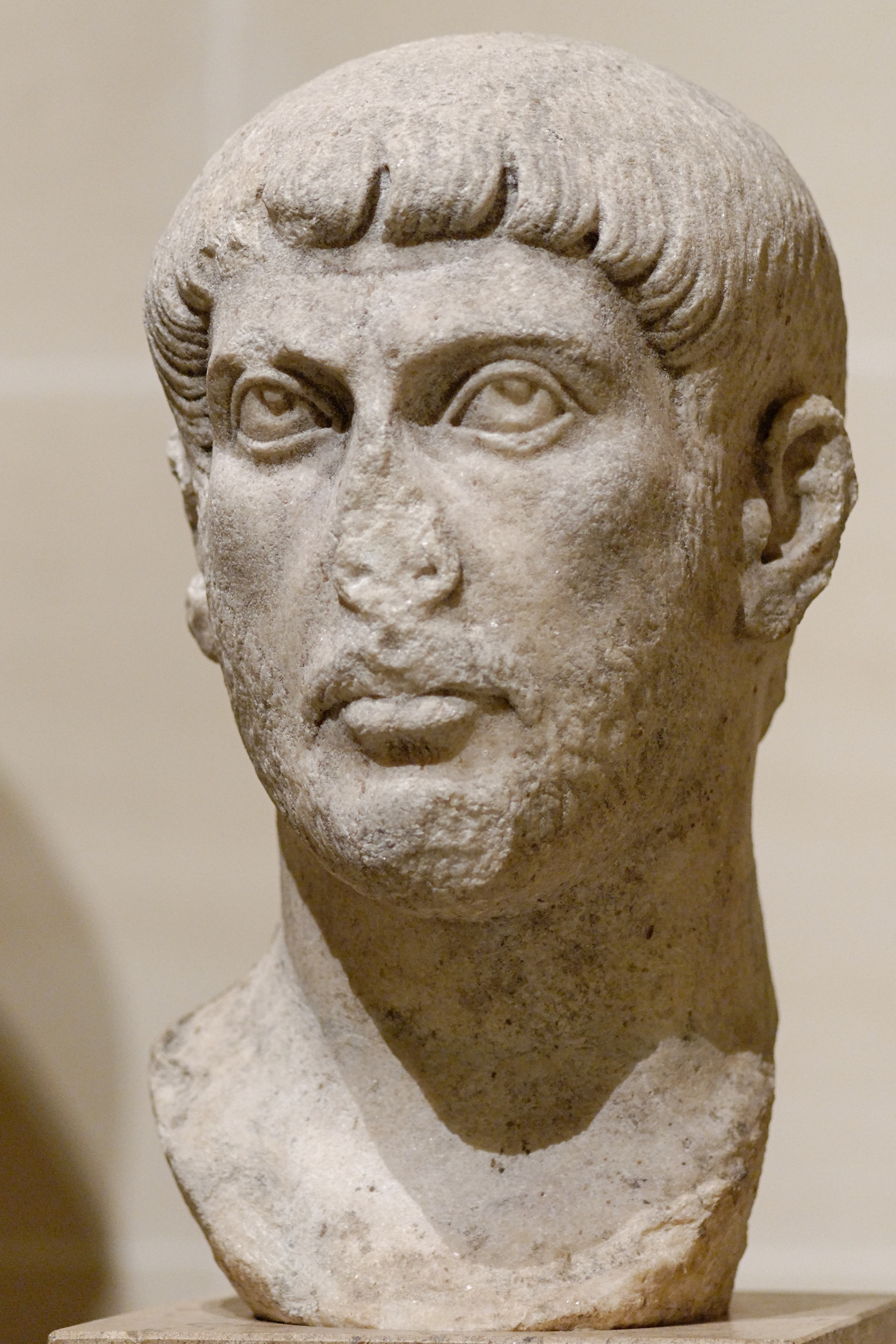
Busto di Massenzio al Louvre

Massenzio nacque intorno al 278 dall'imperatore Massimiano, coregnante di Diocleziano dal 286, e da Eutropia, la sua seconda moglie di origine siriana. Altri indicano una data compresa tra il 278 e il 287. Il luogo di nascita non è noto, sebbene possa trattarsi di una delle città dove risiedeva il padre militare e poi imperatore, o sua moglie: Milano (capitale imperiale di Massimiano), Roma (dove nacque la sorella Fausta), in Mesia o in una città dell'Oriente (Mesopotamia o Asia Minore), dove Massimiano serviva l'esercito nelle campagne militari al fianco di Diocleziano e degli imperatori Probo e Caro.
Sue sorelle erano Fausta, seconda moglie di Costantino I, suo cognato e futuro rivale, e Flavia Massimiana Teodora, sorellastra, figliastra di Massimiano in quanto nata da Eutropia durante il suo primo matrimonio e poi adottata dall'imperatore. Quest'ultima fu anche la matrigna di Costantino in quanto seconda moglie del cesare Costanzo Cloro dopo che questi divorziò o abbandonò (non è chiaro se fosse sua moglie o concubina) Elena; da questo matrimonio nacquero alcuni dei fratellastri di Costantino, tra cui Giulio Costanzo, padre dell'ultimo imperatore della dinastia costantiniana Flavio Claudio Giuliano, il quale era quindi il pronipote indiretto di Massenzio.
Massenzio sposò, presumibilmente dopo il 293, Valeria Massimilla, figlia del cesare Galerio, genero in seconde nozze di Diocleziano. Ebbero due figli, Valerio Romolo, così chiamato in onore di Romula, madre di Galerio e nonna di Valeria Massimilla, e un secondogenito il cui nome non è riportato dalle fonti.

### Massenzio Augusto

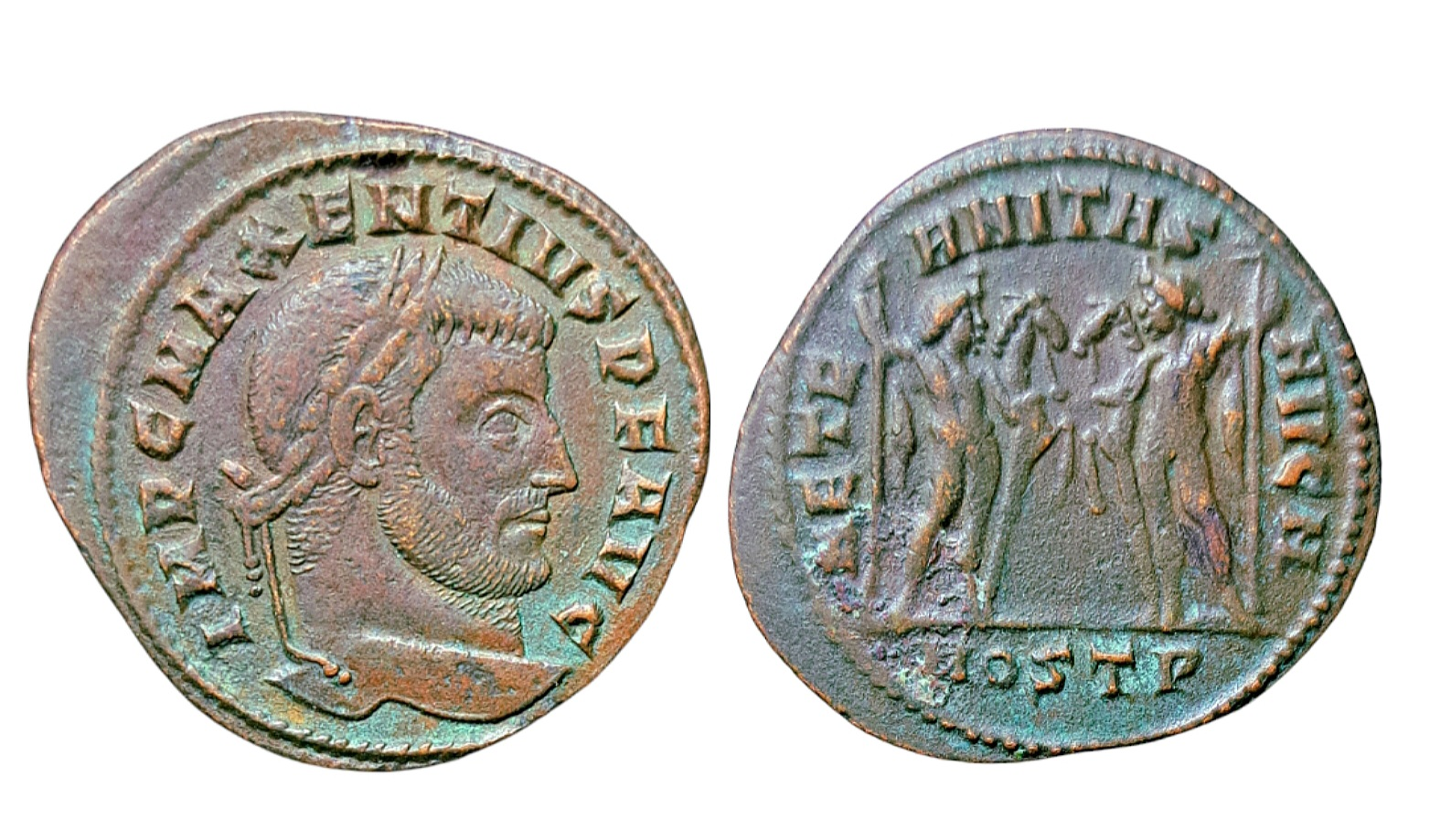
Follis di Massenzio, coniato tra il 309 e il 311 dalla prima officina della zecca di Ostia. Al dritto è il profilo dell'imperatore, rivolto a destra e indossante la corona triumphalis; la legenda reca IMP(erator) C(aesar) MAXENTIVS P(ius) F(elix) AVG(ustus). Al rovescio i Dioscuri in piedi, uno di fronte all'altro, indossanti la clamide e il pileus, sormontato da una stella. I gemelli divini impugnano ciascuno la lancia, mentre tengono le redini dei loro cavalli, sullo sfondo, entrambi con una zampa anteriore alzata; la legenda reca AETE-RNITAS AVG(usti) N(ostri); in esergo M(oneta) OST(iensis) P(rima). L'apparato iconografico ed epigrafico evidenzia l'ideologia politica di Massenzio: l'eternità di quella dignità imperiale, che nel 306 gli fu riconosciuta dal Senato e dal popolo, col sostegno dei potenti pretoriani che proprio Massenzio fu l'ultimo a comandare, nella storia di Roma. Emerge la centralità che, nella sua visione del potere, aveva lUrbs come cuore simbolico e amministrativo insostituibile dell'Impero. A Roma egli si proclamò princeps invictus, sicché Massenzio fu l'ultimo imperatore a regnare secondo i dettami di Augusto, e a farlo a Roma. L'importanza della Città Eterna si oppone alla contemporanea moltiplicazione (e decentramento) delle sedi imperiali. Questi elementi concorrono a smontare la considerazione di Massenzio come usurpatore, contro il collegio tetrarchico che non ne riconobbe l'autorità. In questa linea si inserisce una vivace spinta all'edilizia pubblica; l'imperatore fece ristrutturare monumenti del Foro Romano, antico cuore della Città, vi fece erigere nuove strutture, con il parallelo rilancio di culti (e relative raffigurazioni) legati alla memoria ancestrale di Roma, e di centri limitrofi del Latium Vetus. Fra le tradizioni religiose promosse da Massenzio, c'era proprio il culto dei Dioscuri. Essi divennero noti a Roma, a seguito dei rapporti tra questa e le colonie greche del Sud Italia nel V secolo a.C. La tradizione romana, vuole che il culto di Castore e Polluce fu introdotto in Roma, come ringraziamento per l'aiuto da essi prestato ai Romani, alla testa della cui cavalleria si posero nella battaglia del Lago Regillo, che vide scontrarsi la Repubblica Romana e la Lega Latina nel 499/496 a.C. Dopo quella vittoria fu innalzato nel Foro di Roma un tempio a loro dedicato, e i Dioscuri divennero protettori della Città Eterna. Inoltre il fatto che essi stessi fossero cavalieri, li rese oggetto della particolare devozione del ceto equestre. Di antichissima istituzione, il culto dei gemelli divini continuò ben oltre la proibizione delle cerimonie pagane, e la cristianizzazione dell'Impero della fine del IV secolo. Ancora al tempo di papa Gelasio I (492-496), a Roma risulta attestato un fervido cultus Castoris, tanto che in una lettera del pontefice indirizzata al princeps Senatus Andromaco nel 494, per impedire la celebrazione dei Lupercalia (15 febbraio), egli denuncia che i cittadini non avevano rinunciato alla venerazione di Castore e Polluce, protettori dei marinai e del porto di Ostia, dove approdavano le navi cariche di derrate alimentari destinate a Roma. L'antica associazione tra Ostia e i gemelli divini era ben nota a Massenzio, e infatti la serie monetale qui emessa, presenta proprio la loro effigie. Inoltre ancora alla fine del V secolo, si svolgeva una processione in onore dei Dioscuri il 27 gennaio: scortato dai consoli o dal praefectus Urbi, il popolo usciva da Roma e si dirigeva nel tempio delle due divinità di Portus, a nord di Ostia, con annessi sacrifici. Durante la lunga e difficile esorcizzazione degli dèi pagani, considerati alla stregua di demoni, fra la fine del V e l'inizio del VI secolo gli apostoli Pietro e Paolo furono progressivamente assimilati ai Dioscuri, come paladini di Roma e dei viaggiatori, mentre i santi medici Cosma e Damiano ne ereditarono le doti guaritrici.

Nel 305 i due augusti della Tetrarchia - Diocleziano e il padre di Massenzio, Massimiano - abdicarono e al loro posto successero i cesari Galerio e Costanzo Cloro. Sebbene Diocleziano e Massimiano avessero stabilito all'abdicazione che Massenzio e Costantino, figlio di Costanzo Cloro, avrebbero dovuto subentrare come cesari di Costanzo stesso e di Galerio, i due augusti designati per la successione, questi ultimi non scelsero i figli dei precedenti imperatori, preferendo due successori non dinastici per salvaguardare la tetrarchia, Massimino Daia e Flavio Severo. Era la prima volta che i figli naturali di un imperatore venivano esclusi dalla successione. Massenzio e Costantino non si rassegnarono mai e lo stesso Massimiano era rimasto deluso dall'esclusione del figlio.
Alla morte di Costanzo Cloro un anno dopo, a luglio del 306, suo figlio Costantino fu acclamato augusto dai soldati stanziati in Britannia ma fu riconosciuto legittimo da Galerio con il rango inferiore di cesare. Tre mesi più tardi, il 28 ottobre, toccò a Massenzio, che risiedeva nelle vicinanze di Roma, autoproclamarsi imperatore, al posto del legittimo augusto Severo (fatto uccidere o costretto al suicidio nel 307), nei territori precedentemente governati dal padre, ossia l'Italia e l'Africa.
Massenzio consolidò il proprio consenso facendo leva sul malcontento del popolo di Roma e della Guardia pretoriana, che vedevano declinare la propria importanza a vantaggio delle altre capitali provinciali (Treviri capitale della Gallia Belgica, Milano, Nicomedia, Antiochia, terza città dell'impero dopo Roma e Alessandria) e, anche in virtù del possesso della provincia africana, prima produttrice di granaglie e olio dell'impero, riuscì a garantire il costante vettovagliamento di tali generi alimentari verso l'Urbe, indispensabile per il sostentamento della città.
Per qualche tempo Massenzio cercò di destreggiarsi tra le minacce rappresentate dagli eredi di Diocleziano, richiamando al potere suo padre Massimiano e cercando l'alleanza con Costantino anche attraverso il matrimonio con la propria sorella Fausta. Tuttavia, vedendo vani i suoi sforzi di essere riconosciuto da Galerio, il capo della tetrarchia, che anzi gli aveva mosso senza successo guerra nella primavera del 307, nella metà di quello stesso anno si autoproclamò augusto.
Il padre Massimiano tornò a Roma sul finire del 307, ma entrò rapidamente in contrasto con il figlio e, nella primavera del 308, ne sfidò l'autorità. Davanti ad un'assemblea di soldati romani, Massimiano parlò del debole governo, di cui accusò Massenzio, e strappò le vesti imperiali del figlio; si attendeva che i soldati lo acclamassero, ma questi si schierarono con Massenzio, e Massimiano fu obbligato a lasciare l'Italia.
Tuttavia la secessione africana del 308 guidata da Lucio Domizio Alessandro (che un paio d'anni dopo si alleerà esplicitamente con Costantino), il peggioramento dei rapporti con Massimiano (che passerà anch'egli dalla parte di Costantino), la morte del figlio Valerio Romolo nel 309 (forse annegato accidentalmente nel Tevere, come accadrà anche a Massenzio alcuni anni dopo) che privava il suo disegno imperiale di ogni possibilità di continuità dinastica, rappresentano nella vicenda di Massenzio l'inizio della fine. Alessandro, vicario del prefetto del pretorio in Africa, stava rendendosi sempre più indipendente e Massenzio gli ordinò di inviare a Roma il proprio figlio come ostaggio per sicurezza; Alessandro si rifiutò e i suoi soldati lo proclamarono imperatore, malgrado fosse già in età avanzata.
L'11 novembre 308 si tenne a Carnunto, sull'alto Danubio, un incontro cui parteciparono Galerio, che lo organizzò, Massimiano e Diocleziano, richiamato da Galerio; in questa occasione Massimiano fu obbligato ad abdicare, mentre Costantino fu nuovamente degradato a cesare, e Licinio, un leale commilitone di Galerio, fu nominato augusto d'Occidente. All'inizio del 309 Massimiano tornò alla corte di Costantino in Gallia, l'unica dove fosse ancora ben accetto. Massimiano si ribellò nuovamente nel 310 ma fu sconfitto e poi costretto al suicidio da Costantino. Dopo la sua morte, Massimiano giocò un ruolo nelle vicende che videro opposti Massenzio e Costantino. Malgrado la precedente rottura dei loro rapporti, dopo il suicidio di Massimiano, Massenzio si atteggiò a figlio devoto; coniò monete recanti l'immagine del padre divinizzato e dichiarò di volerne vendicare la morte. Costantino, invece, prima presentò il suicidio come una sfortunata disgrazia familiare, poi, a partire dal 311, diffuse un'altra versione, secondo la quale Massimiano, perdonato da Costantino, aveva deciso di uccidere il genero nel sonno; Fausta svelò il piano del padre a Costantino, il quale mise un eunuco nel proprio letto e fece arrestare Massimiano dopo che l'ebbe ucciso; vistosi offerto un onorevole suicidio, Massimiano avrebbe accettato. Inoltre Costantino decretò per Massimiano la damnatio memoriae, facendo cancellare il suo nome da tutte le iscrizioni e distruggendo tutte le opere pubbliche che recavano la sua effigie.
Intanto nel 310 Massenzio, desideroso di riconquistare i possedimenti africani dai quali Roma dipendeva per i rifornimenti granari, inviò un contingente militare sotto il comando del proprio prefetto del pretorio Rufio Volusiano e di un certo Zena per sedare la rivolta di Alessandro. La campagna ebbe successo e Alessandro fu fatto prigioniero e giustiziato: apparentemente le sue truppe non opposero molta resistenza. Massenzio si vendicò confiscando le proprietà di coloro che furono accusati di aver sostenuto Alessandro e ordinò il saccheggio di Cartagine.

### La sconfitta

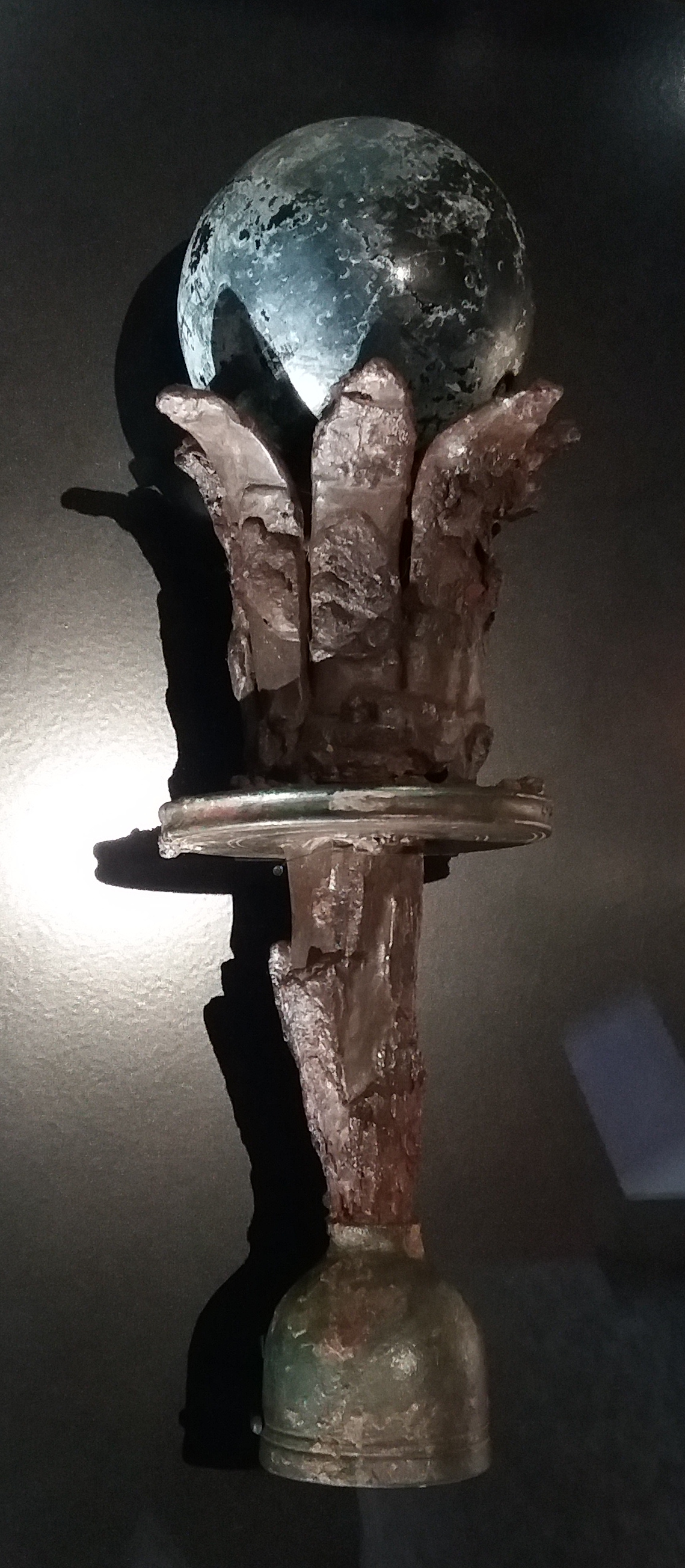
Scettro con globo di vetro, parte delle insegne imperiali rinvenute sul Palatino nel 2006

Dopo la morte di Galerio gli altri due augusti, Licinio (un altro cognato di Costantino) e Massimino Daia (formalmente alleato ancora di Massenzio) - occupati a contendersi la metà orientale dell'impero - lasciarono a Costantino, che disponeva ormai in occidente di margini di manovra migliori che per il passato, il compito di eliminare l'usurpatore. Costantino, ormai sospettoso nei confronti di Massenzio e non disposto a riconoscerlo, riunito un grande esercito formato anche da barbari catturati in guerra, oltre a Germani, popolazioni celtiche e provenienti dalla Britannia, mosse alla volta dell'Italia attraverso le Alpi, forte di 90.000 fanti e 8.000 cavalieri. Lungo la strada, Costantino lasciò intatte tutte le città che gli aprirono le porte, mentre assediò e distrusse quante si opposero alla sua avanzata. Costantino, dopo aver battuto due volte le truppe di Massenzio prima presso Torino e poi presso Verona, lo sconfisse definitivamente nella battaglia di Ponte Milvio, presso i Saxa Rubra sulla via Flaminia, alle porte di Roma, il 28 ottobre del 312, anniversario della sua ascesa alla porpora imperiale sei anni prima.

Un panegirico a Costantino del 313 riporta lo stato d'animo di Massenzio prima della battaglia:
Massenzio, consultati gli indovini e i libri sibillini, si convinse anche che le spie di Costantino stavano già fomentando la popolazione a rivoltarsi e, invece di ripararsi dietro le mura che aveva potenziato, uscì quindi direttamente in battaglia incontro al suo avversario, venendone sconfitto nello scontro che i commentatori cristiani descrissero poi come una battaglia tra il pagano Massenzio e il "cristiano" Costantino. Massenzio aveva schierato l'esercito fuori delle mura e fatto tagliare il ponte Milvio; al suo posto aveva apprestato un ponte di barche, dove era predisposta una trappola, poiché era previsto che si aprisse in due parti nel caso Costantino avesse sfondato le linee e tentato di attraversarlo. L'esito della battaglia invece fu completamente sfavorevole all'esercito di Massenzio, che fu spinto verso il Tevere, dove venne sterminato, come raffigura una scena dell'arco di Costantino. Massenzio morì probabilmente cadendo dal suo stesso ponte con l'armatura nel fiume Tevere e annegando. In un primo tempo fu dato per disperso. I soldati di Costantino il giorno dopo ne trovarono il corpo e gli tagliarono la testa per portarla in parata e confermare ai timorosi romani la morte del "tyrannus". La testa fu poi inviata in Africa, a Cartagine, per fidelizzare la provincia ed evitare ulteriori ribellioni. Con la morte di Massenzio, tutta l'Italia passò sotto il controllo di Costantino.
La madre Eutropia, obbligata da Costantino, dichiarò sotto giuramento che Massenzio non era figlio di Massimiano, e Costantino riabilitò la memoria del suocero. L'apoteosi di Massimiano voluta da Massenzio fu dichiarata nulla e fu divinizzato nuovamente, probabilmente nel 317. Per Massenzio invece fu decretata la damnatio memoriae, non venendo nominato che come "il tiranno" nell'iscrizione dell'arco di Costantino. Il figlio maggiore Romolo era già morto nel 309, mentre ignote furono le sorti della moglie Valeria Massimilla e del figlio minore, il cui nome non è noto, dopo il 312.
Un numero di partigiani di Massenzio sopravvisse, pur sottomettendosi ufficialmente a Costantino: nel 2006, durante scavi sulle pendici nord-orientali del Palatino, furono trovate antiche insegne imperiali (scettri sormontati da globi di vetro, lance da parata e portastendardi), accuratamente riposti in una borsa di cuoio e nascosti in un vano sotterraneo sotto le rovine di una terrazza di età neroniana. Considerata la datazione e il carattere del nascondiglio, gli archeologi le hanno identificate come le insegne imperiali di Massenzio, nascoste in un vano segreto dai suoi seguaci per sottrarle a Costantino. Sono attualmente esposte al Museo Nazionale Romano.

## Massenzio «romano»

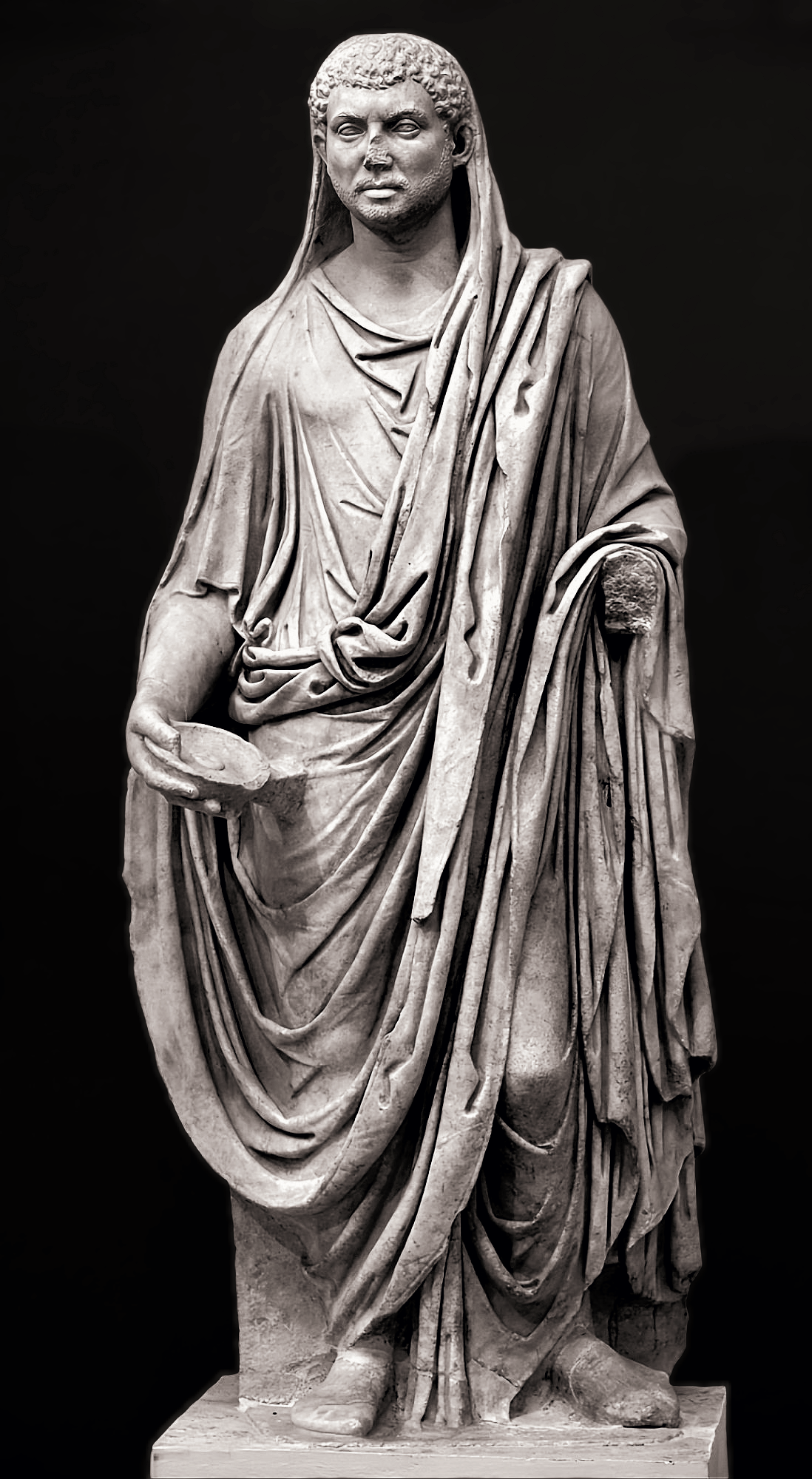
Statua di Massenzio ritratto velato capite, nelle vesti cioè di Pontifex Maximus, dalla sede del Collegio dei Sodales Augustales, scoperta nel 1939 e oggi al Museo archeologico ostiense

Massenzio pose la sua residenza nei palazzi imperiali sul Palatino (l'ultimo a risiedervi stabilmente era stato, brevemente, Aureliano) e tentò di ripristinare la centralità e la grandezza di Roma e dei suoi dèi, tanto da definirsi conservator urbis suae («conservatore della sua città»). Ciò è evidente anche nel programma iconografico della sua monetazione, coniata nelle officine di Roma e di Ostia, ispirato alle grandi leggende di fondazione della città: la lupa che allatta Romolo e Remo, Marte rappresentato sia come dio guerriero che come padre dei gemelli fondatori.
Nella stessa direzione andava il vasto programma edilizio dell'imperatore, che per la brevità del suo regno fu realizzato solo in parte, del quale può essere considerata emblema la grandiosa Basilica, completata solo dopo il 312 da Costantino, che vi collocò la propria statua colossale. Costantino riprese i suoi programmi edilizi ma non risiedette in pianta stabile a Roma, preferendo altre sedi imperiali come Augusta Treverorum (Treviri), fino a che nel 324-330 trasferì la capitale a Costantinopoli, l'antica Bisanzio divenuta Nova Roma, più legata al mondo greco-orientale.
La sua volontà di risollevare la religione romana in declino, pur tollerando il cristianesimo che ufficialmente era ancora una religio illicita, sarà invece ripresa in senso ellenizzante dall'imperatore Giuliano (361-363), pronipote di Massenzio, che pure non venne mai a Roma, e da alcuni senatori romani negli ultimi tempi prima dell'estensione dell'editto di Teodosio I all'Italia (394). Nonostante ciò Giuliano, forse influenzato dalle fonti storiche e propagandistiche costantiniane (Eusebio di Cesarea) che lo descrissero come dissoluto e superstizioso, parlerà male di Massenzio.
Oltre all'avvio della basilica Massenzio volle la ricostruzione del vicino Tempio di Venere e Roma dell'epoca adrianea, l'ampliamento del Clivus Sacrae Viae, dove innalzò da una parte l'heroon di suo figlio Romolo (tempio del Divo Romolo) e la Basilica Nova, e dall'altra la Porticus margaritaria, il restauro e l'innalzamento delle Mura aureliane, che dotò anche di un fossato. Provvide inoltre a restaurare la via Appia fino a Brindisi e diversi acquedotti.
Nella sua tenuta sulla Via Appia edificò una grande villa suburbana, completa di un circo e di un mausoleo dinastico ove fu sepolto il figlio Valerio Romolo. Altra maestosa testimonianza del suo prestigio è nella celebre Villa di Piazza Armerina (Enna), a lui ascritta.

### Fonti antiche
- Panegyrici latini
- Flavio Eutropio, Breviarium historiae romanae.
- Lucio Cecilio Firmiano Lattanzio, De mortibus persecutorum.
- Zosimo, Storia nuova.

### Fonti moderne
- (EN) Timothy D. Barnes, Constantine and Eusebius, Cambridge (Massachusetts), Harvard University Press, 1981, ISBN 978-0-674-16531-1.
- (EN) Timothy D. Barnes, The New Empire of Diocletian and Constantine, Cambridge (Massachusetts), Harvard University Press, 1982, ISBN 0-7837-2221-4.
- (EN) Ross Cowan, Milvian Bridge AD 312: Constantine's battle for Empire and Faith, Bloomsbury Publishing, 2016. Ospitato su academia.edu.
- (EN) Mats Cullhed, Conservator urbis suae. Studies in the Politics and Propaganda of the Emperor Maxentius, collana Acta Instituti Romani Regni Sueciae, n. 20, Stockholm, P. Aströms Förlag, 1994, ISSN 0283-8389 (WC · ACNP).
- (EN) T.G. Elliott, The Christianity of Constantine the Great, Scranton (Pennsylvania), University of Scranton Press, 1996, ISBN 0-940866-59-5.
- (EN) Noel Lenski (a cura di), The Cambridge Companion to the Age of Constantine, New York, Cambridge University Press, 2006, ISBN 0-521-81838-9 e ISBN 0-521-52157-2.
- (EN) Charles Matson Odahl, Constantine and the Christian Empire, New York, Routledge, 2004, ISBN 0-415-17485-6 e ISBN 0-415-38655-1.
- (EN) Hans A. Pohlsander, The Emperor Constantine, London, Taylor & Francis, 2004, ISBN 0-415-31937-4. Ospitato su archive.org.
- (EN) David S. Potter, The Roman Empire at Bay: AD 180–395, New York, Routledge, 2005, ISBN 0-415-10057-7 e ISBN 0-415-10058-5.
- (EN) Pat Southern, The Roman Empire from Severus to Constantine, New York, Routledge, 2001, ISBN 0-415-23944-3.
- (EN) Warren T. Treadgold, A History of the Byzantine State and Society, Stanford University Press, 1997, ISBN 0804726302. Ospitato su Google libri.